# Piezops ensicornis
Piezops ensicornis är en insektsart som först beskrevs av Carl Stål 1878.  Piezops ensicornis ingår i släktet Piezops och familjen gräshoppor. Inga underarter finns listade i Catalogue of Life.